# Матео Парментьє
Матео Парментьє (фр. Mathéo Parmentier, 31 жовтня 2002, Андерлехт) — бельгійський футболіст, захисник «Гента».

## Кар'єра
Парментьє розпочав займатись футболом у клубі «Дендер», з якого потрапив до академії «Локерена», у першій команді якого дебютував 24 січня 2020 року в матчі другого бельгійського дивізіону проти «Левена». Парментьє провів чотири матчі чемпіонату за «Локерен» у сезоні 2019/20, який збанкрутував 20 квітня 2020 року.
Через день після банкрутства Локерена він підписав контракт на три сезони з вищоліговим «Гентом». 